# 神曲

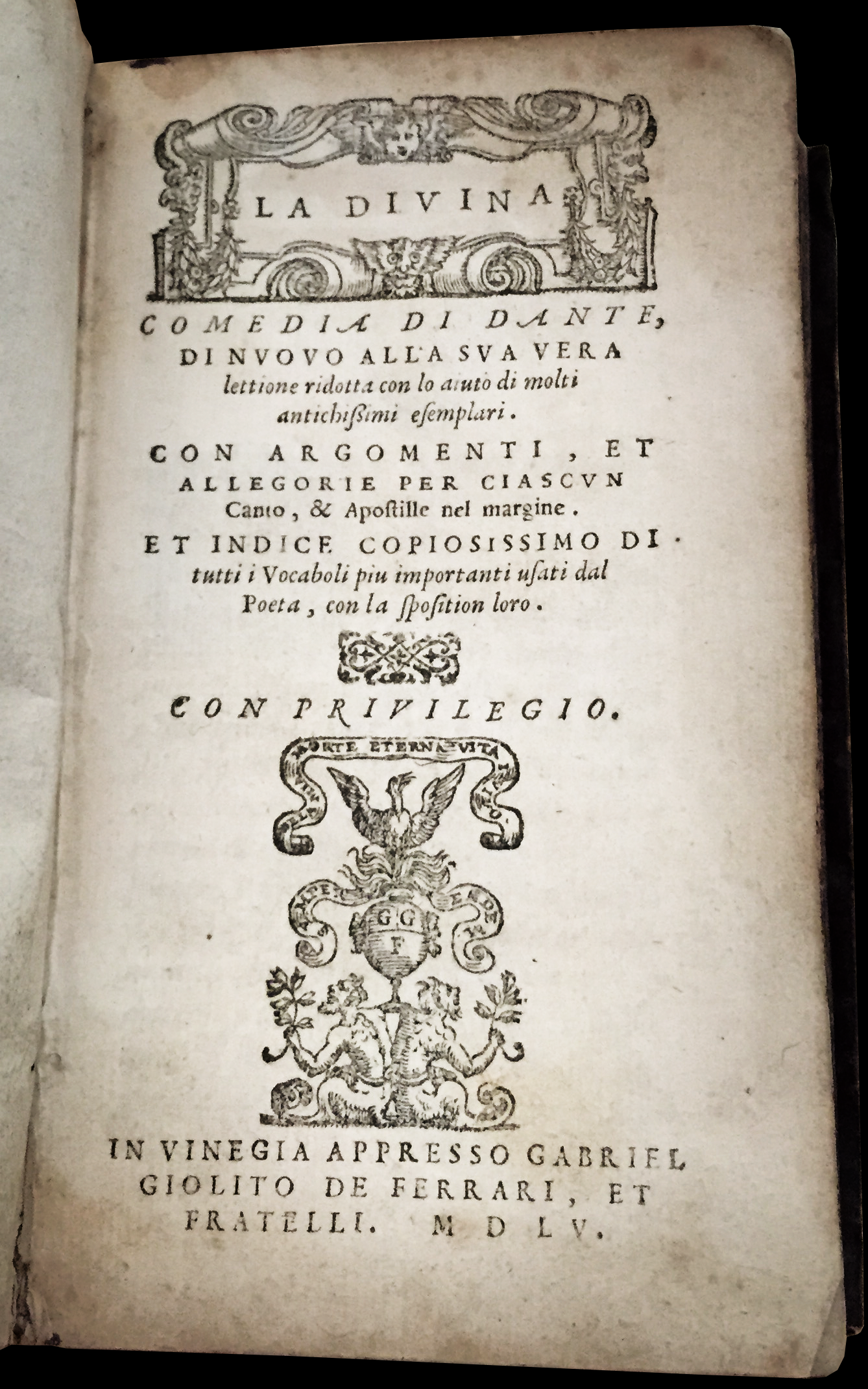
題名に La Divina が付け加えられた最初の版の表紙 (1555年)

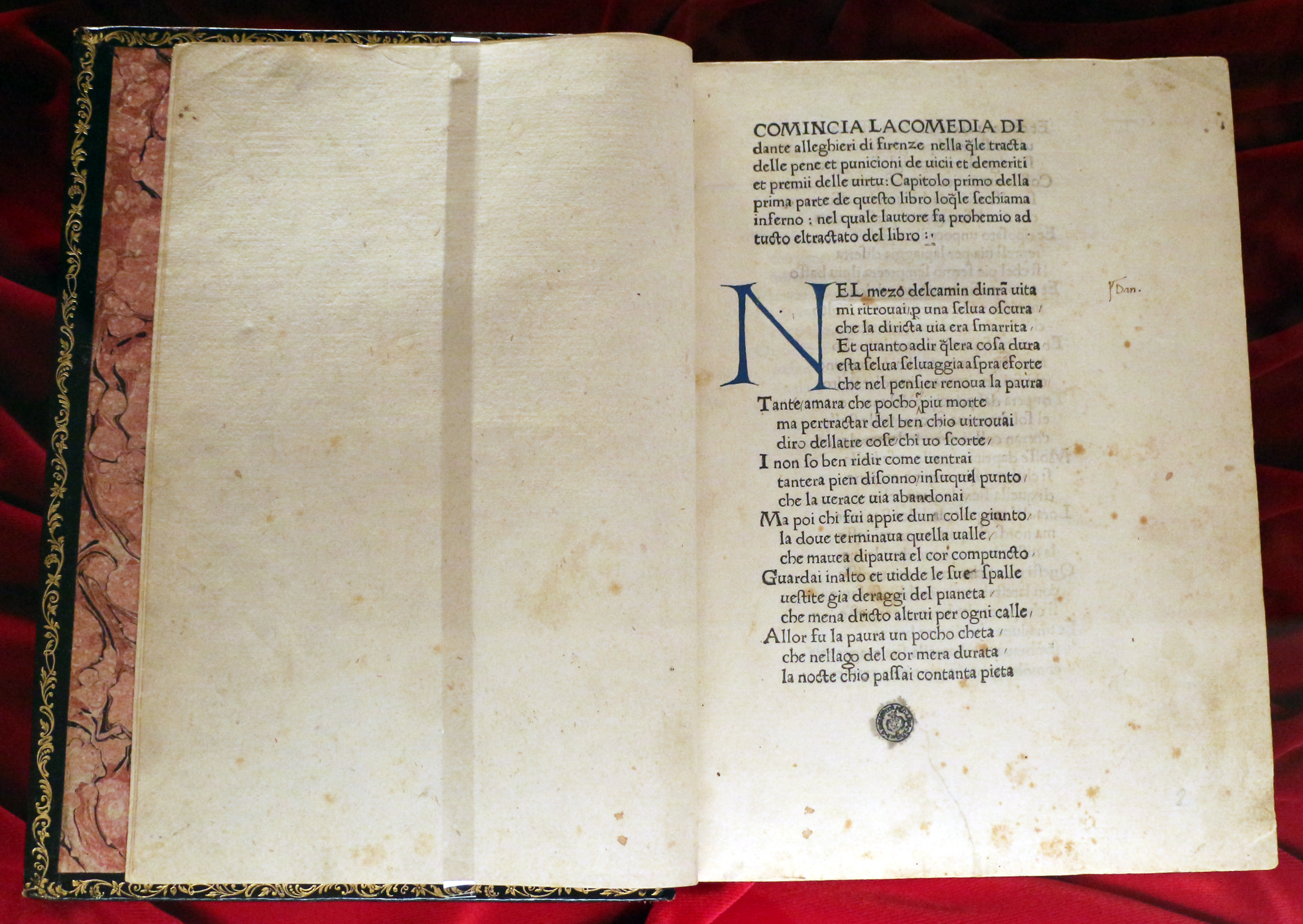
神曲の初版（1472年4月11日発行）

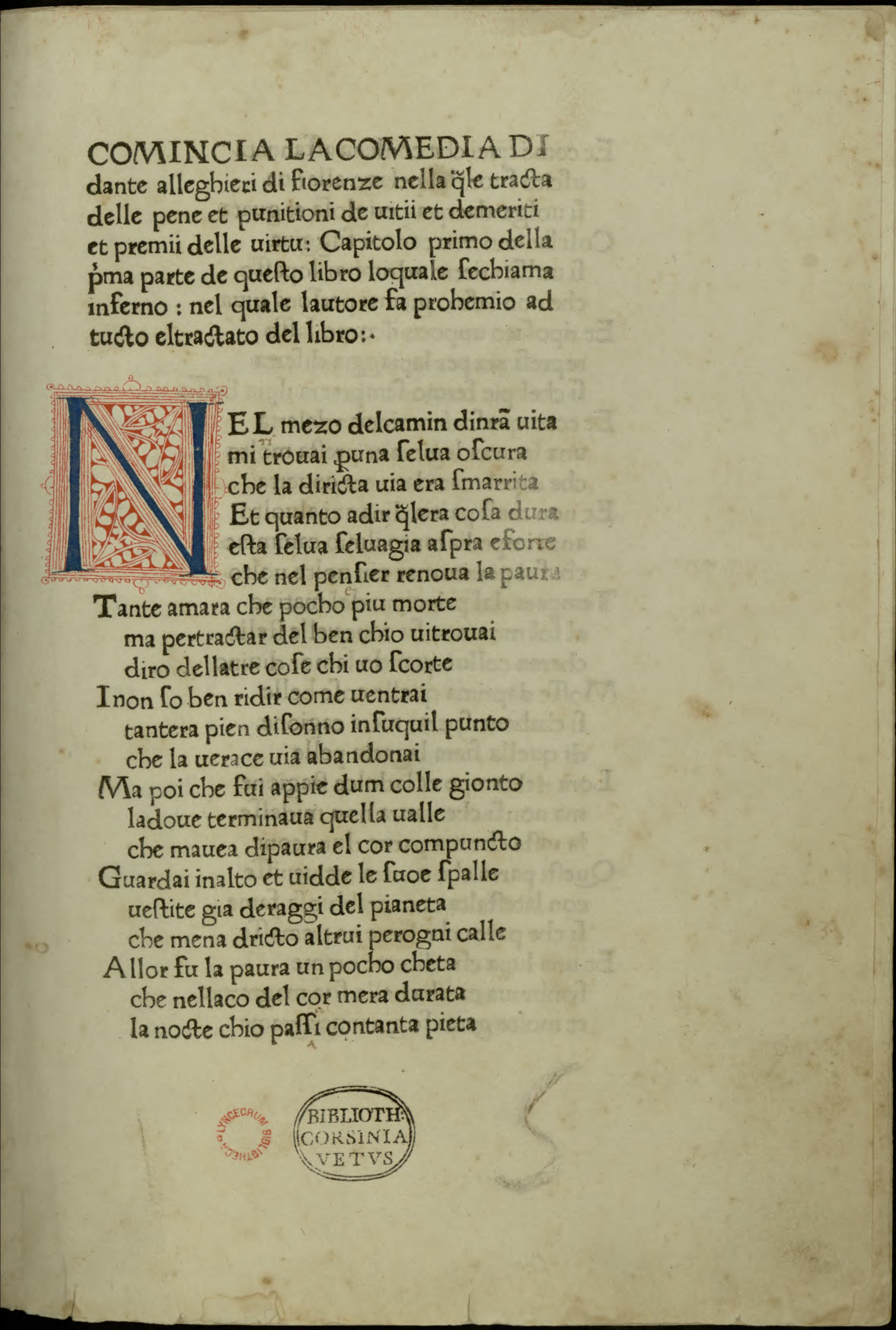
Comencia la Comedia, 1472

『神曲』（しんきょく、伊: La Divina Commedia）は、13世紀から14世紀にかけてのイタリアの詩人・政治家、ダンテ・アリギエーリの代表作である。
地獄篇、煉獄篇、天国篇の3部から成る、全14,233行の韻文による長編叙事詩であり、聖なる数「3」を基調とした極めて均整のとれた構成から、しばしばゴシック様式の大聖堂にたとえられる。イタリア文学最大の古典とされ、世界文学史上でも極めて重きをなしている。当時の作品としては珍しく、ラテン語ではなくトスカーナ方言で書かれていることが特徴である。

## 題名『神曲』の由来
原題はイタリア語で【La Divina Commedia】であり、「神聖（なる）喜劇」（英訳は「Divine Comedy」）を意味する。ただし、ダンテ自身は、単に「喜劇（Commedia）」とのみ題した。「喜劇」は「悲劇」（Tragedia）の対義語であり、本作は悲劇ではないから喜劇であるという理屈であるという。出版史上では、『神曲』の最初期の写本には、「ダンテ」「三行韻詩」などの題がつけられていた。15世紀から16世紀頃には、ダンテの詩が活版印刷で出版されるようになり、1555年刊行のヴェネツィア版より美称である「Divina」が付された「神聖喜劇」の題名が定着した。
邦題の「神曲」は、森鷗外訳の代表作であるアンデルセンの『即興詩人』の中で用いられた。その一章「神曲、吾友なる貴公子」において『神曲』の魅力が語られ、上田敏や正宗白鳥ら同時代の文人を魅了し、翻訳紹介の試みが始まった。
上記が日本における最初期の『神曲』紹介であり、ダンテ作品の受容はここから始まったとも言える。故に、今日でもほぼ全ての訳題が『神聖喜劇』ではなく、『神曲』で統一されている。

## 『神曲』の成立
ダンテが『神曲』を世に出した背景には、当時のイタリアにおける政争と自身のフィレンツェ追放、そして永遠の淑女ベアトリーチェへの愛の存在が大きい。また、ダンテは、ヴェローナのパトロンであるカングランデ1世への書簡で、人生における道徳的原則を明らかにすることが『神曲』を執筆した目的であると記している。
『神曲』地獄篇は、1304年から1308年頃に執筆されたと考えられている。1319年には、地獄篇と煉獄篇は既に多くの人に読まれており、ダンテは名声を得ていたことが分かっている。天国篇は1316年頃から死の直前、1321年にかけて完成された。『神曲』は、当時の知識人の共通語であったラテン語ではなく、トスカーナ方言で執筆されたことも、多くの人に読まれた理由である。

### ベアトリーチェ
『神曲』では、実在の人物の名前が多々登場する。ウェルギリウスに地獄界の教導を請い、煉獄山の頂上でダンテを迎えるベアトリーチェは、ダンテが幼少のころ出会い、心惹かれた少女の名である。しかし、のちにベアトリーチェは24歳で夭逝してしまう。ダンテは、それを知ってひどく嘆き悲しみ、彼女のことをうたった詩文『新生』をまとめた（ダンテ・アリギエーリの項も参照）。
『神曲』に登場するベアトリーチェに関しては、実在した女性ベアトリーチェをモデルにしたという実在論と、「永遠の淑女」「久遠の女性」としてキリスト教神学を象徴させたとする象徴論が対立している。実在のモデルを取る説では、フィレンツェの名門フォルコ・ポルティナーリの娘として生れ、のちに銀行家シモーネ・デ・バルティの妻となったベアトリーチェ（ビーチェ）を核として、ダンテがその詩の中で「永遠の淑女」として象徴化していったと見る。非実在の立場を取る神学の象徴説では、ダンテとベアトリーチェが出会ったのは、ともに9歳の時で、そして再会したのは9年の時を経て、2人が18歳になった時であるというように、三位一体を象徴する聖なる数「3」の倍数が何度も現われていることから、ベアトリーチェもまた神学の象徴であり、ダンテは見神の体験を寓意的に「永遠の淑女」として象徴化したという説を取る。
いずれにせよ、ベアトリーチェは、愛を象徴する存在として神聖化され、神学の象徴ともあると考えられている。地獄と煉獄を案内するウェルギリウスも実在した古代ローマの詩人であり、神曲の中では「理性と哲学」の象徴とされている。

### フィレンツェの政争
ダンテが『神曲』を執筆するきっかけの1つには、当時のイタリアでの教皇派（グエルフ）と皇帝派（ギベッリーニ）の対立、および党派抗争を制したグエルフィ内部での「白党」と「黒党」による政争がある。ダンテは、白党に所属しており、フィレンツェ市政の要職に就いていたが、この政争に敗れてフィレンツェを追放されることになる。『神曲』には、ここかしこにダンテが経験した政治的不義に対する憤りが現れており、自分を追放したフィレンツェへの怒りと痛罵も込められている。また、ダンテを陥れた人物は、たとえ至尊の教皇であろうと地獄界に堕とし、そこで罰せられ苦しむ様子も描かれている。ほかにも、ダンテは、自由に有名無名の実在した人物を登場させ、地獄や煉獄、天国に配置しており、これによって生まれるリアリティが『神曲』を成功させた理由の1つであると考えられる。

## 『神曲』の構成
『神曲』は、
- 地獄篇 (Inferno)
- 煉獄篇 (Purgatorio)
- 天国篇 (Paradiso)

の三部から構成されており、各篇はそれぞれ34歌、33歌、33歌の計100歌から成る。このうち地獄篇の最初の第一歌は、これから歌う三界全体の構想をあらわした、いわば総序となっているので、各篇は3の倍数である33歌から構成されていることになる。
また詩行全体にわたって、三行を一連とする「三行韻詩」あるいは「三韻句法」（テルツァ・リーマ）の詩型が用いられている。各行は11音節から成り、3行が一まとまりとなって、三行連句の脚韻が aba bcb cdc と次々に韻を踏んでいって鎖状に連なるという押韻形式である。各歌の末尾のみ3+1行で、xyx yzy z という韻によって締めくくられる。したがって、各歌は3n+1行から成る。このように、『神曲』は細部から全体の構成まで作品の隅々において、聖なる数「3」が貫かれており、幾何学的構成美を見せている。ダンテはローマカトリックの教義、「三位一体」についての神学を文学的表現として昇華しようと企図した。すなわち、聖数「3」と完全数「10」を基調として、1，3，9(32)，10(32+1)，100(102，33×3+1) の数字を『神曲』全体に行き渡らせることで「三位一体」を作品全体で体現したのである。
なお、地獄、煉獄、天国の各篇とも、最終歌の末節は星 (stella) という言葉で結ばれている。また地獄篇はキリスト教新約聖書外典である「ペトロの黙示録」で語られている世界観を踏襲している。

### あらすじ
ユリウス暦1300年の聖金曜日（復活祭前の金曜日）、暗い森の中に迷い込んだダンテは、そこで古代ローマの詩人ウェルギリウスと出会い、彼に導かれて地獄、煉獄、天国とを遍歴して回る。ウェルギリウスは、地獄の九圏を通ってダンテを案内し、地球の中心部、魔王ルチーフェロの幽閉されている領域まで至る。そして、地球の対蹠点に抜けて煉獄山にたどり着く。ダンテは、煉獄山を登るにつれて罪が清められていき、煉獄の山頂でウェルギリウスと別れることになる。そして、ダンテは、そこで再会した永遠の淑女ベアトリーチェの導きで天界へと昇天し、各遊星の天を巡って至高天（エンピレオ）へと昇りつめ、見神の域に達する。

### 地獄篇Inferno

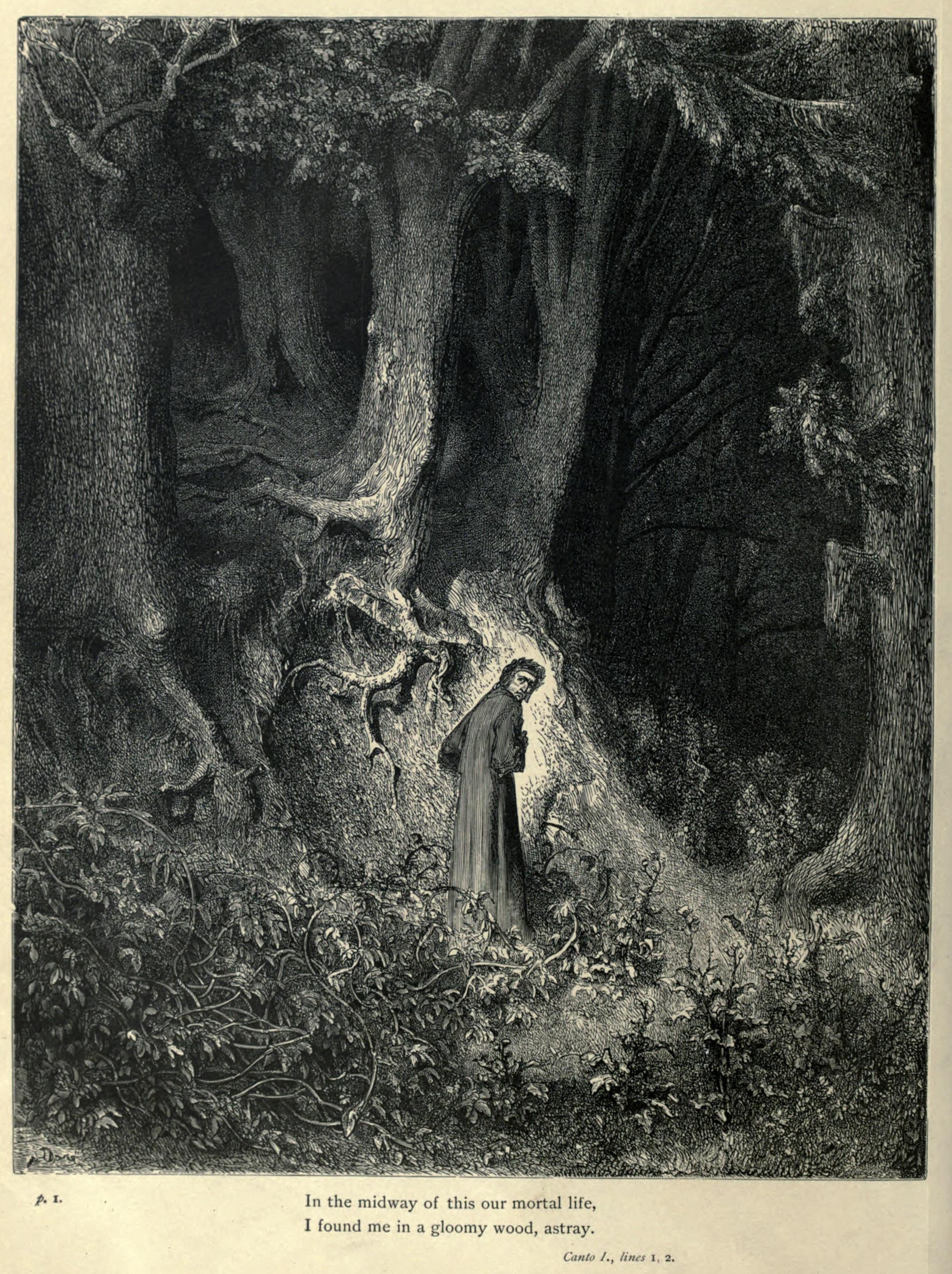
地獄篇の冒頭。気が付くと深い森の中におり、恐怖にかられるダンテ。ギュスターヴ・ドレ による挿絵

西暦（ユリウス暦）1300年の聖金曜日（復活祭直前の金曜日）、人生の半ばにして暗い森に迷い込んだダンテは、地獄に入った。作者であり主人公でもあるダンテは、私淑する詩人ウェルギリウスに案内され、地獄の門をくぐって地獄の底にまで降り、死後の罰を受ける罪人たちの間を遍歴していく。ウェルギリウスは、キリスト以前に生れたため、キリスト教の恩寵を受けることがなく、ホメロスら古代の大詩人とともに未洗礼者の置かれる辺獄（リンボ）にいた。しかし、ある日、地獄に迷いこんだダンテの身を案じたベアトリーチェの頼みにより、ダンテの先導者としての役目を引き受けて、辺獄を出たのである。

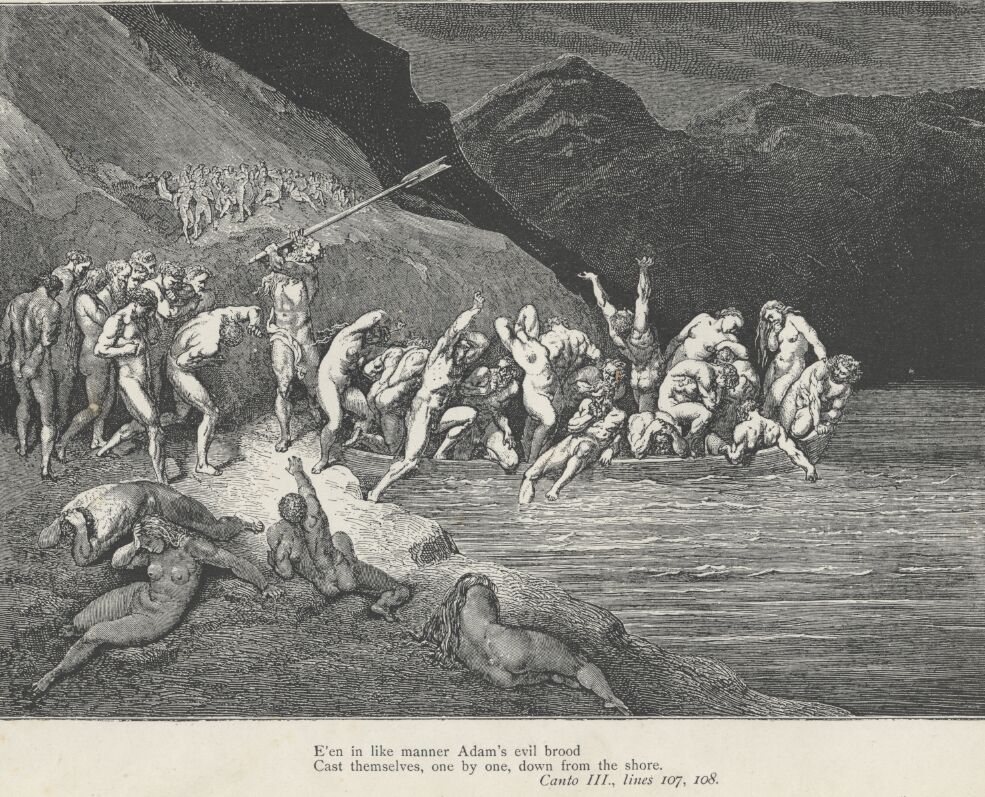
冥界の渡し守カロンが死者の霊を舟に乗せてゆく。地獄篇の挿絵より。

『神曲』において、地獄の世界は、漏斗状の大穴をなして地球の中心にまで達し、最上部の第一圏から最下部の第九圏までの九つの圏から構成される。かつて最も光輝はなはだしい天使であったルチフェロが神に叛逆し、地上に堕とされてできたのが地獄の大穴である。地球の対蹠点では、魔王が墜落した衝撃により、煉獄山が持ち上がったという。地獄は、アリストテレスの『倫理学』でいう三つの邪悪、「放縦」「悪意」「獣性」を基本として、それぞれ更に細分化され、「邪淫」「貪欲」「暴力」「欺瞞」などの罪に応じて、亡者が各圏に振り分けられている。地獄の階層を下に行くに従って罪は重くなり、中ほどにあるディーテの市（ディーテはプルートーの別名）を境として、地獄は、比較的軽い罪と重罪の領域に分けられている。

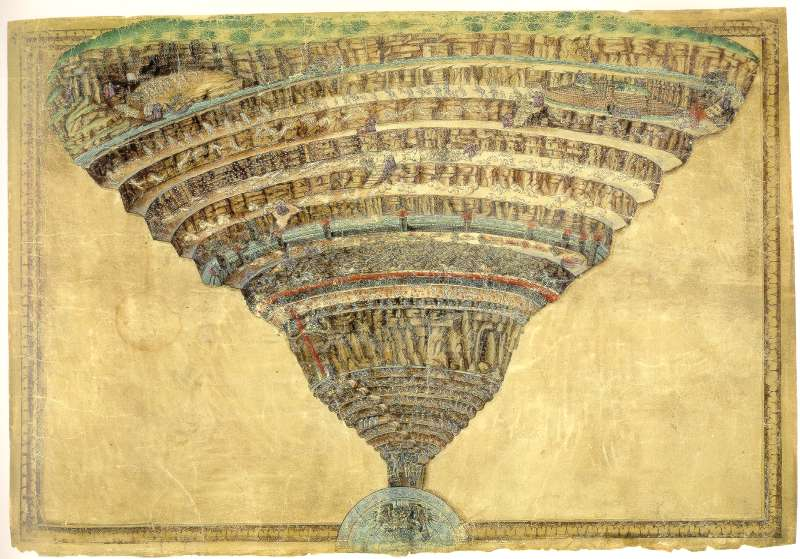
ボッティチェッリの 地獄の図 c. 1490年

『神曲』の地獄において最も重い罪とされる悪行は「裏切り」で、地獄の最下層コキュートス（嘆きの川）には裏切者が永遠に氷漬けとなっている。数ある罪の中で、「裏切り」が特別に重い罪とされているのは、ダンテ自身がフィレンツェにおける政争の渦中で体験した、政治的不義に対する怒りが込められている。
地獄界は、まず「この門をくぐる者は一切の希望を捨てよ」と銘された地獄の門を抜けると、地獄の前庭とでも言うべきところに、罪も誉もなく人生を無為に生きた者が、地獄の中に入ることも許されず留め置かれている。その先にはアケローン川が流れており、冥府の渡し守カロンの舟で渡ることになっている。地獄界の階層構造は、以下のようになっている。
地獄界の構造
- 地獄の門 - 「この門をくぐる者は一切の希望を捨てよ」の銘が記されている。
- 地獄前域 - 無為に生きて善も悪もなさなかった亡者は、地獄にも天国にも入ることを許されず、ここで蜂や虻に刺される。
- アケローン川 - 冥府の渡し守カロンが亡者を櫂で追いやり、舟に乗せて地獄へと連行していく。
- 第一圏 辺獄（リンボ） - 洗礼を受けなかった者が、呵責こそないが希望もないまま永遠に時を過ごす。
- 地獄の入口では、冥府の裁判官ミーノスが死者の行くべき地獄を割り当てている。
- 第二圏 愛欲者の地獄 - 肉欲に溺れた者が、荒れ狂う暴風に吹き流される。
- 第三圏 貪食者の地獄 - 大食の罪を犯した者が、ケルベロスに引き裂かれて泥濘にのたうち回る。
- 冥府の神プルートーの咆哮。「パペ・サタン・パペ・サタン・アレッペ！」
- 第四圏 貪欲者の地獄 - 吝嗇と浪費の悪徳を積んだ者が、重い金貨の袋を転がしつつ互いに罵る。
- 第五圏 憤怒者の地獄 - 怒りに我を忘れた者が、血の色をしたスティージュの沼で互いに責め苛む。
- ディーテの市 - 堕落した天使と重罪人が容れられる、永劫の炎に赤熱した環状の城塞。ここより下の地獄圏はこの内部にある。
- 第六圏 異端者の地獄 - あらゆる宗派の異端の教主と門徒が、火焔の墓孔に葬られている。
- 二人の詩人はミノタウロスとケンタウロスに出会い、半人半馬のケイロンとネッソスの案内を受ける。
- 第七圏 暴力者の地獄 - 他者や自己に対して暴力をふるった者が、暴力の種類に応じて振り分けられる。
  - 第一の環 隣人に対する暴力 - 隣人の身体、財産を損なった者が、煮えたぎる血の河フレジェトンタに漬けられる。
  - 第二の環 自己に対する暴力 - 自殺者の森。自ら命を絶った者が、奇怪な樹木と化しアルピエに葉を啄ばまれる。
  - 第三の環 神と自然と技術に対する暴力 - 神および自然の業を蔑んだ者、男色者に、火の雨が降りかかる(当時のカトリック教徒は同性愛を罪だと考えていた)。
- 第八圏 悪意者の地獄 - 悪意を以て罪を犯した者が、それぞれ十の「マーレボルジェ（英語版）」（悪の嚢）に振り分けられる。
  - 第一の嚢 女衒 - 婦女を誘拐して売った者が、角ある悪鬼から鞭打たれる。
  - 第二の嚢 阿諛者 - 阿諛追従の過ぎた者が、糞尿の海に漬けられる。
  - 第三の嚢 沽聖者 - 聖物や聖職を売買し、神聖を金で汚した者（シモニア）が、岩孔に入れられて焔に包まれる。
  - 第四の嚢 魔術師 - 卜占や邪法による呪術を行った者が、首を反対向きにねじ曲げられて背中に涙を流す。
  - 第五の嚢 汚職者 - 職権を悪用して利益を得た汚吏が、煮えたぎる瀝青に漬けられ、12人の悪鬼であるマレブランケから鉤手で責められる。
  - 第六の嚢 偽善者 - 偽善をなした者が、外面だけ美しい重い金張りの鉛の外套に身を包み、ひたすら歩く。
  - 第七の嚢 盗賊 - 盗みを働いた者が、蛇に噛まれて燃え上がり灰となるが、再びもとの姿にかえる。
  - 第八の嚢 謀略者 - 権謀術数をもって他者を欺いた者が、わが身を火焔に包まれて苦悶する。
  - 第九の嚢 離間者 - 不和・分裂の種を蒔いた者が、体を裂き切られ内臓を露出する。
  - 第十の嚢 詐欺師 - 錬金術など様々な偽造や虚偽を行った者が、悪疫にかかって苦しむ。
- 最下層の地獄、コキュートスの手前には、かつて神に歯向かった巨人が鎖で大穴に封じられている。
- 第九圏 裏切者の地獄 - 「コキュートス」（Cocytus 嘆きの川）と呼ばれる氷地獄。同心の四円に区切られ、最も重い罪、裏切を行った者が永遠に氷漬けとなっている。裏切者は首まで氷に漬かり、涙も凍る寒さに歯を鳴らす。
  - 第一の円 カイーナ Caina - 肉親に対する裏切者 （旧約聖書の『創世記』で弟アベルを殺したカインに由来する）
  - 第二の円 アンテノーラ Antenora - 祖国に対する裏切者 （トロイア戦争でトロイアを裏切ったとされるアンテーノールに由来する）
  - 第三の円 トロメーア Ptolomea - 客人に対する裏切者 （旧約聖書外典『マカバイ記』上16:11-17に登場し、シモン・マカバイとその息子たちを祝宴に招いて殺害したエリコの長官アブボスの子プトレマイオスの名に由来するか）
  - 第四の円 ジュデッカ Judecca - 主人に対する裏切者 （イエス・キリストを裏切ったイスカリオテのユダに由来する）

地獄の中心ジュデッカのさらに中心、地球の重力がすべて向かうところには、神に叛逆した堕天使のなれの果てである魔王ルチフェロ（サタン）が氷の中に永遠に幽閉されている。魔王は、かつて光輝はなはだしく最も美しい天使であったが、今は醜悪な三面の顔を持った姿となり、半身をコキュートスの氷の中に埋めていた。魔王は、イエス・キリストを裏切ったイスカリオテのユダ、カエサルを裏切ったブルートゥスとカッシウスの三人をそれぞれの口で噛み締めていた。
2人の詩人は、魔王の体を足台としてそのまま真っ直ぐに反対側の地表に向けて登り、岩穴を抜けて地球の裏側に達する。そこは、煉獄山の麓であった。

### 煉獄篇Purgatorio

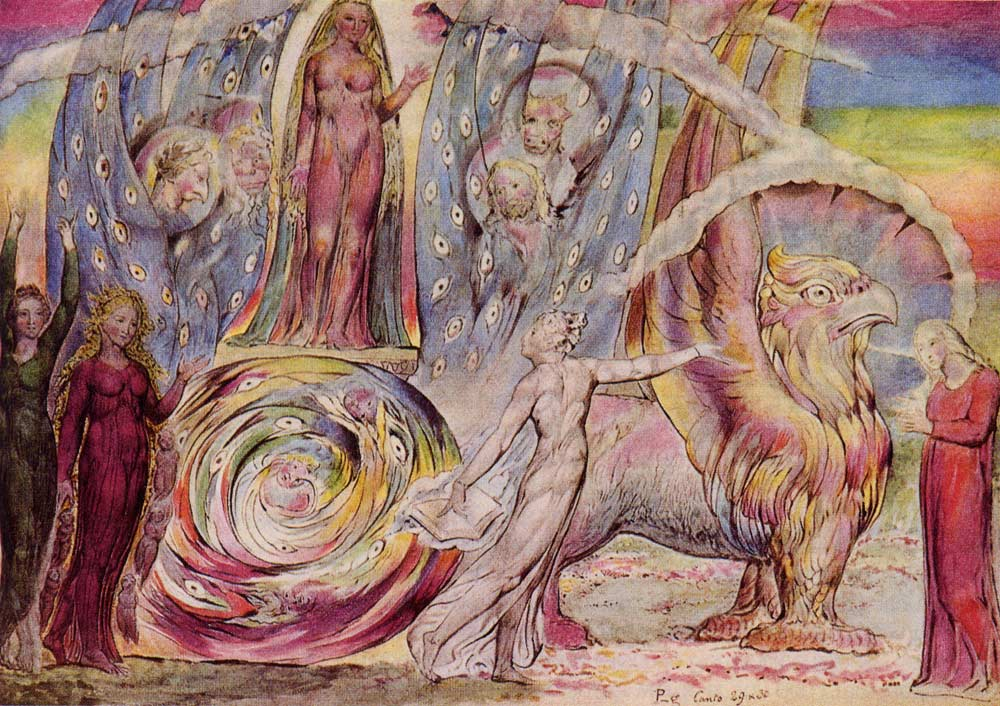
ダンテに呼びかけるベアトリーチェ。ウィリアム・ブレイク画

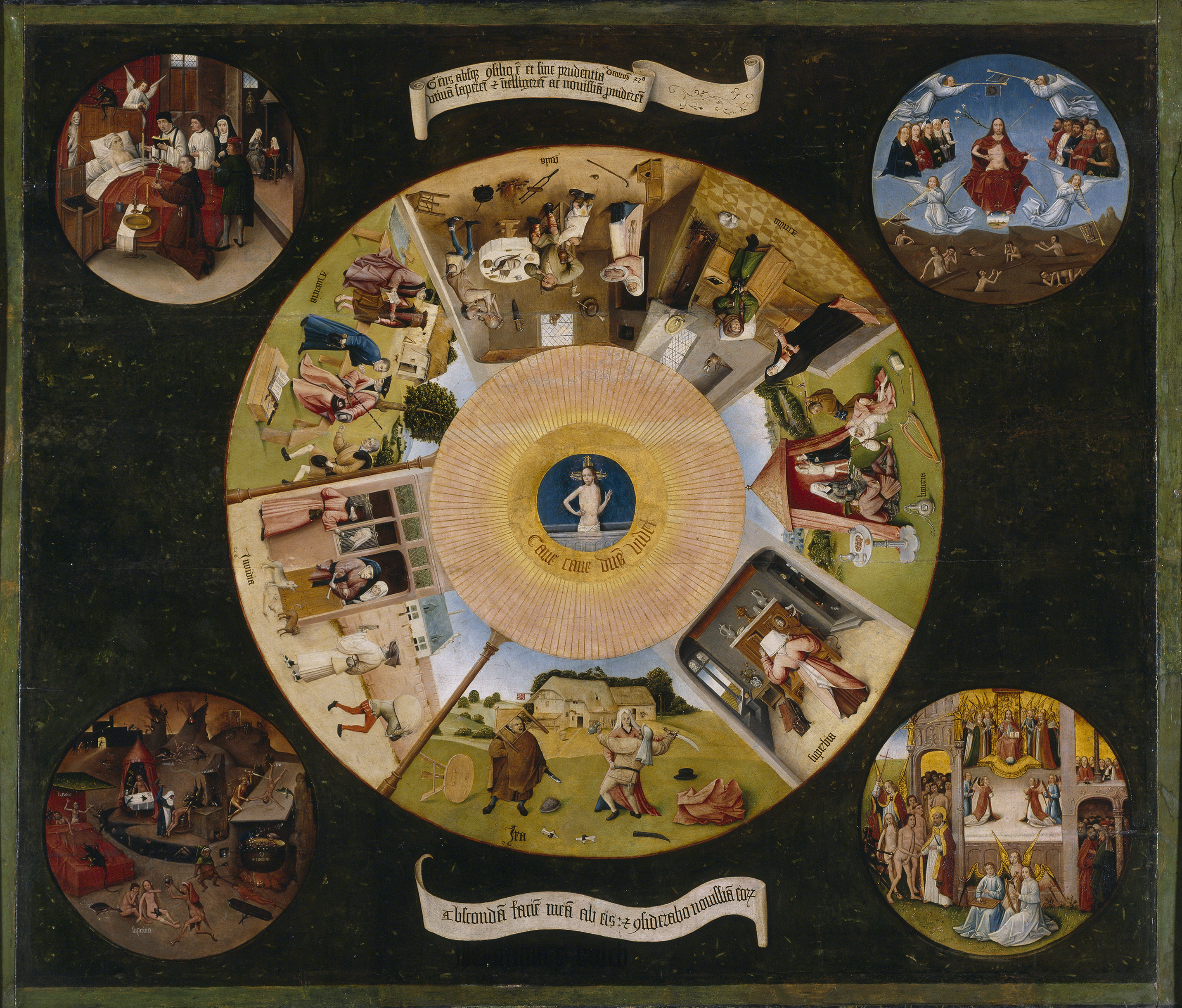
ヒエロニムス・ボスの『七つの大罪と四終』

煉獄は、地獄を抜けた先の地表に聳える台形の山で、ちょうどエルサレムの対蹠点にある。「浄火」あるいは「浄罪」とも言う。永遠に罰を受けつづける救いようのない地獄の住人と異なり、煉獄においては、悔悟に達した者、悔悛の余地のある死者がここで罪を贖う。
煉獄山の構造は、下から昇るごとに幾つかの段階に分かれている。亡者は煉獄山の各階梯で生前になした罪を浄めつつ上へ上へと登り、浄め終えるとやがては天国に到達するのである。
地獄を抜け出したダンテとウェルギリウスは、煉獄山の麓で小カトと対面する。ペテロの門の前でダンテは天使の剣によって額に印である七つの P を刻まれた。P は煉獄山の七冠で浄められるべき「七つの大罪」、Peccati を象徴する印である。そして、ウェルギリウスに導かれて山を登り、生前の罪を贖っている死者と語り合う。ダンテは煉獄山を登るごとに浄められ、額から P の字が一つずつ消えていく。
山頂でダンテは永遠の淑女ベアトリーチェと出会う。ウェルギリウスはキリスト教以前に生れた異端者であるため天国の案内者にはなれない。そこでダンテはウェルギリウスと別れ、ベアトリーチェに導かれて天国へと昇天する。
煉獄山の構造
- 煉獄前域 - 煉獄山の麓。小カトがここに運ばれる死者を見張る。
  - 第一の台地 破門者 - 教会から破門された者は、臨終において悔い改めても、煉獄山の最外部から贖罪の道に就く。
  - 第二の台地 遅悔者 - 信仰を怠って生前の悔悟が遅く、臨終に際してようやく悔悟に達した者はここから登る。
- ペテロの門 - 煉獄山の入口。それぞれに色の異なる三段の階段を上り、金と銀の鍵をもって扉を押し開く。
- 第一冠 高慢者 - 生前、高慢の性を持った者が重い石を背負い、腰を折り曲げる。ダンテ自身はここに来ることになるだろうと述べている。
- 第二冠 嫉妬者 - 嫉妬に身を焦がした者が、瞼を縫い止められ、盲人のごとくなる。
- 第三冠 憤怒者 - 憤怒を悔悟した者が、朦朦たる煙の中で祈りを発する。
- 第四冠 怠惰者 - 怠惰に日々を過ごした者が、ひたすらこの冠を走り回り、煉獄山を周回する。
- 第五冠 貪欲者 - 生前欲深かった者が、五体を地に伏して嘆き悲しみ、欲望を消滅させる。
- 第六冠 暴食者 - 暴食に明け暮れた者が、決して口に入らぬ果実を前に食欲を節制する。
- 第七冠 愛欲者 - 不純な色欲に耽った者が互いに走りきたり、抱擁を交わして罪を悔い改める。
- 山頂 地上楽園 - 常春の楽園。煉獄で最も天国に近い所で、かつて人間が黄金時代に住んでいた場所という。

### 天国篇Paradiso

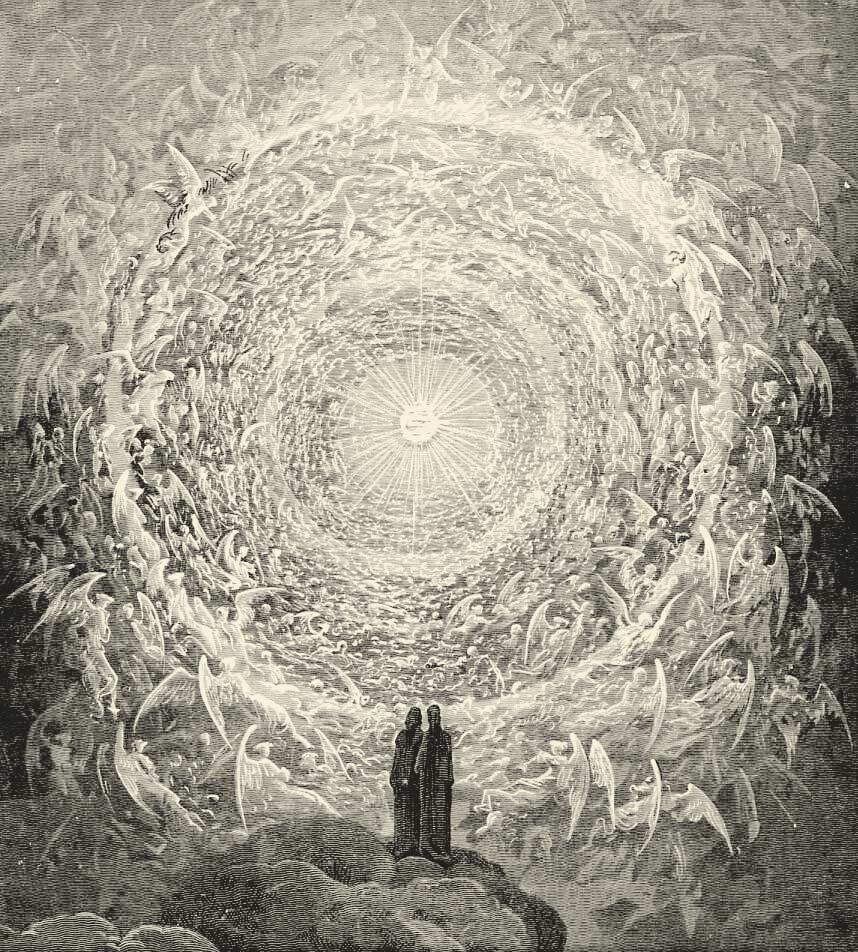
第31歌、至高天を見つめるダンテとベアトリーチェ (ギュスターヴ・ドレによる版画、1867年)

地獄の大淵と煉獄山の存在する地球を中心として、同心円状に各遊星が取り巻くプトレマイオスの天動説宇宙観に基づき、ダンテは、天国界の十天を構想した。地球の周りをめぐる太陽天や木星天などの諸遊星天（当時、太陽も遊星の一つとして考えられていた）の上には、十二宮の存する恒星天と、万物を動かす力の根源である原動天があり、さらにその上には神の坐す至高天が存在する。
ダンテは、ベアトリーチェに導かれて諸遊星天から恒星天、原動天と下から順に登っていく。ダンテは、地獄から煉獄山の頂上までの道をウェルギリウスに案内され、天国では、至高天（エンピレオ）に至るまではベアトリーチェの案内を受けるが、エンピレオではクレルヴォーのベルナルドゥスが三人目の案内者となる。天国へ入ったダンテは、各々の階梯でさまざまな聖人と出会い、高邁な神学の議論が展開され、聖人たちの神学試問を経て、天国を上へ上へと登りつめる。至高天において、ダンテは、天上の純白の薔薇を見、この世を動かすものが神の愛であることを知る。
天国界の構造
- 火焔天 - 地球と月の間にある火の本源。焔が上へ上へと向かうのは、この天へ帰らんとするためと考えられた。
- 第一天 月天 - 天国の最下層で、生前、神への請願を必ずしも満たしきれなかった者が置かれる。
- 第二天 水星天 - 徳功を積みはしたものの、現世的な野心や名声の執着を断ち切れなかった者が置かれる。
- 第三天 金星天 - まだ生命あった頃、激しい愛の情熱に駆られた者が置かれる。
- 第四天 太陽天 - 聖トマス・アクィナスら智恵深き魂が置かれる。
- 第五天 火星天 - ダンテの先祖カッチャグイダをはじめとする、キリスト教を護るために戦った戦士たちが置かれる。
- 第六天 木星天 - 地上にあって大いなる名声を得た正義ある統治者の魂が置かれる。
- 第七天 土星天 - 信仰ひとすじに生きた清廉な魂が置かれる。
- 第八天 恒星天 - 七つの遊星の天球を内包し、十二宮が置かれている天。聖ペトロら諸聖人が列する。
- 第九天 原動天 - 諸天の一切を動かす根源となる天。
- 第十天 至高天 - エンピレオ。諸天使、諸聖人が「天上の薔薇」に集い、ダンテは永遠なる存在を前にして刹那、見神の域に達する。

## 『神曲』の評価

### 文学的評価
『神曲』は、世界文学を代表する作品として評価は定着しており、西洋において最大級の賛辞を受けている。「世界文学」を語る際にはほぼ筆頭の位置に置かれ、古典文学の最高傑作、ルネサンスの先蹤となる作品とも評されている。特に英語圏では『神曲』の影響は極めて大きく、部分訳を含めれば百数十作にのぼる翻訳が行われ、膨大な数の研究書や批評紹介が発表されている。ダンテ文献を多く蔵するアメリカのコーネル大学図書館では、ダンテ関連の文献だけで4冊の目録が作成されているほどという。日本における『神曲』の受容も、西洋からの翻訳紹介から始まったこともあって、基本的にはこの流れを汲む。
『神曲』は、執筆当時から様々な毀誉褒貶を受けていた。ダンテとほぼ同時代に活躍したボッカッチョは、深くダンテに傾倒し、最初の崇拝者となった。彼は『神曲註解』や『ダンテ礼賛』を著してダンテを顕彰し、後には『神曲』の講義も行っている。一方で、ダンテによって地獄に堕とされた人々の子孫や関係者たちは、当然ながら『神曲』を快く思っていなかった。また、ダンテの正義、倫理観に反する者は、たとえ教皇であろうと容赦なく地獄に堕として責め苦に遭わせたため、この点を反教的と批判する者もいた。
また今日の評価からすると驚くべきことかもしれないが、ルネサンスが終わりかけに入る頃、ダンテも『神曲』もほとんど言及がなくなる。後輩格のペトラルカやボッカッチョがその他ヨーロッパ文学に与えた影響に比べると明らかに寂しい。例えばフランスの古典主義文学は完全に『神曲』を無視して成立している。
19世紀初頭、イタリアのロマン主義詩人アルフィエーリは、イタリアにおいて『神曲』はほとんど読まれていないと語り、スタンダールもイタリアでダンテは軽蔑されていたと書いている。ゲーテはこの作品の偉大さを理解していたものの、その苛烈な表現に不快感を示し、批判している。19世紀半ばからロマン主義運動とナショナリズムが高揚するにつれて、ダンテは注目されることになり再び読まれ研究されることとなった。そして20世初めにホフマンスタールやT.S.エリオットら詩人や作家によって、半ば神格化されて今日の評価に至るのであり、永続的な高評価を受けてきたわけではないことに留意する必要がある。
『神曲』の中には様々な書物からの引用がある。中でも聖書が最も多く、次にアリストテレスやウェルギリウスなどの哲学や倫理学、詩が多用されている。また、当時の自然科学における天文学、測量学などの知見を素材として論理的・立体的に構成されていることから、中世における百科全書的書物であるとも評価される。さらに聖書の伝説、ギリシャ神話やローマ神話の神々や怪物も多数登場し、古典文学の流れを引く幻想文学の代表作とも言えよう。実際、その幻想的な内容と豊饒なイメージから、後述するように数々の文学や芸術作品に大きな影響を与えてきた。『神曲』の持つファンタスティックな描写は、現代のSFやファンタジーの源流の一つともみなされている。

## 日本語訳
『神曲』日本語訳は、十数名を数えるが、文語訳で山川丙三郎訳（岩波文庫全3巻）が、口語訳で、平川祐弘訳（河出文庫全3巻）、寿岳文章訳（集英社文庫ヘリテージ全3巻）が、最も一般に流通している。
全訳は他に、戦前では竹友藻風訳、中山昌樹訳、生田長江訳。戦後は野上素一訳、三浦逸雄訳、21世紀での訳は原基晶訳などがある。「地獄篇」のみの訳書は、北川冬彦訳、荒木嘉之訳、原光訳、須賀敦子訳がある。
また河島英昭訳が〈地獄篇〉より一歌ずつ、岩波書店の月刊誌「図書」で連載された。
抄訳では、繁野天來『ダンテ神曲物語』がある。これは明治36年に刊行されたもので、最初の『神曲』の翻訳でもある。また上田敏の未定稿翻訳があり、急逝したため地獄篇の冒頭部や天国篇の一部のみの訳だが重要である（「定本上田敏全集」全10巻、教育出版センター）。他にいずれもギュスターヴ・ドレの挿画を載せた抄訳版に、平澤彌一郎『絵で読むダンテ「神曲」地獄篇』、谷口江里也『ドレの神曲』がある。とりわけ谷口訳版（宝島社、2009年）は、百枚以上のドレ『神曲』挿画が収められたドレ画集となっている。
ウェブ上の「青空文庫」で、山川丙三郎訳『神曲』が公開されている。
ウェブ上のみでの試みで、「ダンテと沙漠と詩」にて、中西治嘉が翻訳・研究を発表している。
北川冬彦訳は、『神曲』地獄篇の電子版が発売されており、冒頭の第三歌のみを試し読み版でダウンロードできる。（北川訳は、原典の第一歌、第二歌を削除し、またウェルギリウスを登場させずダンテ一人で地獄巡りさせるという原作無視の展開である）
三浦逸雄訳『神曲』は三篇の電子版であり、試し読み版で地獄篇第一歌が公開されている。

## 『神曲』の影響

### イタリア国内
- トスカーナ方言で書かれた『神曲』の文体が、現代のイタリア語の基礎となった。方言問題や、俗語と文語について説いたダンテの『俗語論』の影響も大きい。
- イタリアにおいてダンテは国民的詩人とされ、イタリア文学の基となるとも言われる。また、高等教育において、全歌、深く突き詰めて学習する。
- 欧州連合の共通通貨ユーロは、片面に各国ごとの独自デザインがなされているが、イタリアの最高額2ユーロ硬貨には、ダンテの肖像（ラファエロ原画）が採用されている。

### 芸術・文学
- 数々の芸術作品に『神曲』のイメージが多用された。ミケランジェロは、『神曲』地獄篇に霊感を得て、ヴァティカンのシスティーナ礼拝堂に、大作「最後の審判」の地獄風景を描いている。オーギュスト・ロダンの有名な彫刻「考える人」も、そもそもは地獄篇第三歌より着想された「地獄の門」を構成する群像の一人（恐らくはダンテ自身）として作られたものである。
- ボッティチェッリ、ウィリアム・ブレイク、サルバドール・ダリ、ギュスターヴ・ドレら高名な芸術家が、『神曲』の挿絵を描いている。
- チャイコフスキーは、『神曲』中の絶唱とされる地獄篇第五歌に歌われた、フランチェスカとパオロの悲恋を題材として、幻想曲『フランチェスカ・ダ・リミニ』を作曲した。
- フランツ・リストは、『神曲』の構想をもとに『ダンテ交響曲』を作曲した。ただし、天国を描写するのは不可能ではないか、とのリヒャルト・ワーグナーの意見に従い、煉獄を描いた第2楽章の終結部で天国を象徴する「讃歌」を置くに留めている。ピアノ曲としては『神曲』の地獄篇におけるすさまじい情景を描写した『ソナタ風幻想曲「ダンテを読んで」』（『巡礼の年 第2年』）を作曲している。
- ジャコモ・プッチーニの3つの一幕物のオペラ三部作より第3部「ジャンニ・スキッキ」は、『神曲』の地獄篇でほんの数行程度で語られるに過ぎないが、その一節に登場する同名の人物を題材にしている。
- 1911年、イタリアで Giuseppe de Liguoro 監督によって地獄篇が『L'Inferono』として映画化（無声映画）されている。同映画は2004年にドイツの音楽グループ・タンジェリン・ドリーム(Tangerine Dream) の制作した音楽をのせる企画でDVD『L'Inferono』として発売されている。
- ポルトガルの映画監督マノエル・デ・オリヴェイラの映画作品に、精神病院を舞台にした『神曲』 (1991年) がある。聖書やドストエフスキー作品の作中人物になりきった人々が各々の妄想の中に生き、西洋における「罪の意識」を明らかにする。
- ボッカッチョはダンテに傾倒し、『神曲』の注釈書やダンテの評伝を残している。のちにはフィレンツェで『神曲』の講義を開いたこともある。彼がもともと『喜劇』と題された作品に『神聖なる』の形容を冠したことから、『神曲』の書名が始まった。また、代表作『デカメロン』は人間模様を赤裸々に描写したことから、『神曲』ならぬ『人曲』とも呼ばれる。
- T・S・エリオット、ホルヘ・ルイス・ボルヘス、ジェイムズ・ジョイス、ヘンリー・W・ロングフェローら世界中の文学者にも影響を及ぼし、ロングフェローのように自ら翻訳を発表した者もいる。
- ドイツの古典主義作家ゲーテの代表作『ファウスト』の世界観も『神曲』の影響を色濃く受けているといわれている。また、『ファウスト第2部』第1幕における主人公ファウストの独白部分は『神曲』と同じTerzineの韻律であり、ゲーテが『神曲』を意識して書いたことが見てとれる。しかしゲーテ自身は1826年にダンテについての小論を書いているが、「ダンテの地獄に生える青カビを諸君の世界から遠くに追い払い、澄み切った泉に恵まれたる天性と勤勉を招け」と批判しており、偉大さは理解しつつも限定的な評価を下している。[7]
- アレクサンドル・デュマは『モンテ・クリスト伯』の主人公の名字をダンテスにしたが、これはダンテに由来するとされる。また、当時『神曲』の特に地獄篇がフランスで流行っていた (Wordsworth Classics 版モンテ・クリスト伯より)。
- 夏目漱石は、短編『倫敦塔』で、貴人が幽閉され消えていった倫敦塔と重ねて、地獄の門に刻まれた銘を引用している。
- 大江健三郎は中期の作品である『懐かしい年への手紙』において故郷でダンテの研究を行う”ギー兄さん”を登場人物としている。またこのギー兄さんについて大江は「自分がそう生きるべきだった理想像」として語っている[8]。
- 中原中也は『神曲』を愛読しており、彼の詩に『神曲』の影響を見て取る者もいる。
- 大西巨人の代表作『神聖喜劇』の題は『神曲』の原題を意識した命名。また、オノレ・ド・バルザックは、自らの作品集を『人間喜劇』（La Comédie humaine）と名づけたが、これもダンテの“神聖喜劇”に対するもの。
- アニメーション映画監督の宮崎駿は『神曲』をオマージュした、『君たちはどう生きるか』を制作した。
- BBC Radio4が実施した世界の名著ランキングでシェイクスピア、トルストイをおさえて1位を獲得。[要出典]
- ジャン＝リュック・ゴダールの映画作品「アワーミュージック」の構成は、『神曲』に倣い地獄、煉獄、天国の3部構成をとっている。
- アメリカの作曲家R.W.スミスが作曲した吹奏楽曲『神曲』 (The Divine Comedy) は、地獄編、煉獄編、昇天、天国編の4楽章にて構成されている。概ね原典の構成に沿って作曲されており、現代的な作曲手法を取り入れながら聴き手にも伝わりやすい内容となっている。
- アレクサンドル・ソルジェニーツィンの『煉獄の中で』（原題は『第一圏の中で』）は、舞台となった合同国家政治局 (OGPU) 管轄の特殊研究収容所をリンボになぞらえて名付けられた。
- イタリアの音楽グループ・メタモルフォシは『神曲』に想を得た『Inferno』と『Paradiso』という組曲を発表している。

### エンターテインメント
- トマス・ハリスの著による『ハンニバル』シリーズの登場人物であるハンニバル・レクターも、ダンテに対して類稀な興味を寄せる。
- アメリカの作家マシュー・パールは、19世紀アメリカを舞台として、ダンテの地獄篇に描かれた劫罰を再現したかのような殺人事件を描いた推理小説『ダンテ・クラブ』を著している。
- 山田正紀のミステリ『神曲法廷』、山田風太郎の『神曲崩壊』、ラリー・ニーヴン & ジェリー・パーネルの SF 『インフェルノ―SF地獄篇』など、数々の小説の題材となった。
- 永井豪のバイオレンス漫画『魔王ダンテ』『デビルマン』などの世界観は、彼が幼少期に読んだ子供向けの『ダンテの神曲物語』の影響を受けたものである。この本に掲載されたギュスターヴ・ドレの挿絵に衝撃を受けたという。また、永井は『神曲』三篇を漫画化している。
- 車田正美の漫画『聖闘士星矢』冥王ハーデス冥界編の舞台はダンテの地獄をほぼそのままなぞっており、独自の解釈による地獄の情景が描かれている。
- コーエーの『魂の門 ダンテ-神曲』
- 07th Expansionのゲーム『うみねこのなく頃に』のストーリーや主要人物の一部のモチーフとなっている。
- CAPCOMのデビルメイクライシリーズに登場するキャラクター名の一部が、神曲を元に名付けられている。

## 日本語文献
- 上田敏 『詩聖ダンテ』 金港堂書籍・求光閣
- 中山昌樹 『詩聖ダンテ』 新生堂
- 阿部次郎 『地獄の征服』 岩波書店
- 矢内原忠雄 『ダンテ神曲講義』 みすず書房 - 大著
- 平川祐弘 『中世の四季 ダンテとその周辺』 河出書房新社
- 平川祐弘 『ダンテの地獄を読む』 河出書房新社
- 平川祐弘 『ダンテ「神曲」講義』 河出書房新社 - 大著
- 粟津則雄 『ダンテ地獄篇精読』 筑摩書房
- 今道友信 『ダンテ〈神曲〉講義』 みすず書房 - 大著
- 原基晶 『ダンテ論　『神曲』と「個人」の出現』 青土社
- ボルヘス 『ボルヘスの「神曲」講義』 竹村文彦訳、国書刊行会
- 『絵で読むダンテ「神曲」地獄篇』 ギュスターヴ・ドレ画、平沢弥一郎編訳、論創社
- 『ドレの神曲』 ギュスターヴ・ドレ画、谷口江里也構成・訳

JICC出版局 のち宝島社、新版アルケミア
- 永井豪 『永井豪の世界文学講座 ダンテ〈神曲〉』 講談社
- 山田慶兒・編集グループSURE 『ダンテは世界をどう描いたか──新訳「神曲地獄篇」と、その解説』
- エーリヒ・アウエルバッハ 『ミメーシス―ヨーロッパ文学における現実描写』（上・下）

篠田一士・川村二郎訳、筑摩書房〈筑摩叢書〉、1967-69年／ちくま学芸文庫、1994年